# Хемијска индустрија
Хемијска индустрија је грана индустрије која хемијским путем прерађује биљне, животињске и минералне сировине, као и разне отпатке. Има изузетно широк спектар деловања и обухвата већину грана индустрије, служећи се њиховим сировинама.
Хемијска индустрија, посебно тешка, велики је загађивач животне средине. Она обухвата емисију највише токсичних материја, првенствено амонијака, хлороводоника, фосфорне киселине, метанола, толуена, сумпорне киселине, сумпор-монооксида, метилетил-кетона, хлора, метилен-хлорида и трихлор-етана. Произвођачи су дужни да прате и контролишу токсичне емисије у складу са законским прописима и стандардима. Међународна организација за стандардизацију (ISO) је објавила серије стандарда за рад и управљање производњом, као и заштиту животне средине уопште.

## Подела
Хемијска индустрија се може поделити на следећи начин:
- Тешка хемијска индустрија је грана тешке индустрије:
  - Органска хемијска индустрија
    - Индустрија пластичних маса и синтетичких смола
    - Индустрија вештачких влакана
    - Индустрија синтетичког каучука
    - Индустрија боја и лакова

  - Неорганска (базна) хемијска индустрија
    - Индустрија пољопривредних хемикалија
    - Индустрија неорганских киселина
    - Индустрија соде
- Лака хемијска индустрија је грана лаке индустрије:
  - Индустрија хемијских производа
  - Фармацеутска индустрија
  - Козметичка индустрија

## Тешка хемијска индустрија
Подграна хемијске индустрије, тешка хемијска индустрија се дели на производњу органских и неорганских хемијских материја. Органска једињења садрже атом угљеника, а неорганска не садрже. Користе се сировине које су често отпаци других индустрија, сировине биљног и животињског порекла, укључујући нафту, гас и угаљ. Неорганска хемија користи сировине минералног порекла, од којих се произведу супстанце који даљом производњом постају средства за заштиту биља, вештачка ђубрива, боје, лакови, емајл, фирнајз и сл. Производи органске хемије су основа у производњи вештачких влакана, пластичних маса, лаке хемијске индустрије и фармацеутике.

## Лака хемијска индустрија
Ова подграна обухвата производњу средстава за личну хигијену, лекова и хемикалија за домаћинство. Сапун, парфеме и друге козметичке предмете производе фабрике. Детерџенти су синтетичка средства за прање и чишћење. Индустрија лекова се заснива углавном на страним лиценцама у увозу сировина и полупроизвода. Међутим, и поред оволиког броја фабрика, индустрија лекова не подмирује домаће потребе.

## Светска хемијска производња
У САД постоји око 170 великих хемијских компанија. Оне послују на међународном нивоу са више од 2.800 објеката ван САД и 1.700 страних филијала или подружница. Хемијска производња у САД остварује 750 милијарди долара годишње. Америчка индустрија бележи велике трговинске вишкове и запошљава више од милион људи само у Сједињеним Државама. Хемијска индустрија је такође други највећи потрошач енергије у производњи и троши преко 5 милијарди долара годишње на смањење загађења.
У 2012. години, хемијски сектор је чинио 12% додате вредности прерађивачке индустрије ЕУ. Европа остаје највећи светски трговински регион хемикалија са 43% светског извоза и 37% светског увоза, иако најновији подаци показују да је Азија сустиже 34% извоза и 37% увоза. Упркос томе, Европа и даље има трговински суфицит са свим регионима света осим Јапана и Кине, где је 2011. године постојао трговински биланс хемикалија. Трговински суфицит Европе са остатком света данас износи 41,7 милијарди евра.
Током 20 година између 1991. и 2011. европска хемијска индустрија је забележила пораст продаје за 295 милијарди евра на 539 милијарди евра, што је слика сталног раста. Упркос томе, удео европске индустрије на светском хемијском тржишту је пао са 36% на 20%. Ово је резултат огромног повећања производње и продаје на тржиштима у развоју као што су Индија и Кина. Подаци показују да је 95% овог утицаја само из Кине. У 2012. подаци Европског савета за хемијску индустрију показују да пет европских земаља учествује са 71% у продаји хемикалија у ЕУ. То су Немачка, Француска, Велика Британија, Италија и Холандија.
Хемијска индустрија је забележила раст у Кини, Индији, Кореји, Блиском истоку, југоисточној Азији, Нигерији и Бразилу. Раст је вођен променама у доступности сировина и ценама, трошковима рада и енергије, различитим стопама економског раста и притисцима на животну средину.
Као што се компаније појављују као главни произвођачи хемијске индустрије, такође се може гледати на глобалном нивоу како се рангирају индустријализоване земље, с обзиром на више стотина милијарди долара вредну производњу коју земља или регион може да извезе. Иако је хемијско пословање глобалног опсега, највећи део светске хемијске производње од 3,7 билиона долара отпада на само неколико индустријализованих нација. Само Сједињене Државе су произвеле 689 милијарди долара, 18,6 одсто укупне светске хемијске производње у 2008. години.
| Глобалне испоруке хемикалија по земљи/региону (милијарде долара) | 1998   | 1999   | 2000   | 2001   | 2002   | 2003   | 2004   | 2005   | 2006   | 2008   | 2009    |
| ---------------------------------------------------------------- | ------ | ------ | ------ | ------ | ------ | ------ | ------ | ------ | ------ | ------ | ------- |
| Сједињене Америчке Државе                                        | 416,7  | 420,3  | 449,2  | 438,4  | 462,5  | 487,7  | 540,9  | 610,9  | 657,7  | 664,1  | 689,3   |
| Канада                                                           | 21,1   | 21,8   | 25,0   | 24,8   | 25,8   | 30,5   | 36,2   | 40,2   | 43,7   | 45,4   | 47,4    |
| Мексико                                                          | 19,1   | 21,0   | 23,8   | 24,4   | 24,3   | 23,5   | 25,6   | 29,2   | 32,0   | 33,4   | 37,8    |
| Северна Америка                                                  | 456,9  | 463,1  | 498,0  | 487,6  | 512,6  | 541,7  | 602,7  | 680,3  | 733,4  | 742,8  | 774,6   |
|                                                                  |        |        |        |        |        |        |        |        |        |        |         |
| Бразил                                                           | 46,5   | 40,0   | 45,7   | 41,5   | 39,6   | 47,4   | 60,2   | 71,1   | 82,8   | 96,4   | 126,7   |
| Други                                                            | 59,2   | 58,1   | 60,8   | 63,4   | 58,6   | 62,9   | 69,9   | 77,2   | 84,6   | 89,5   | 102,1   |
| Латинска Америка                                                 | 105,7  | 98,1   | 106,5  | 104,9  | 98,2   | 110,3  | 130,0  | 148,3  | 167,4  | 185,9  | 228,8   |
|                                                                  |        |        |        |        |        |        |        |        |        |        |         |
| Немачка                                                          | 124,9  | 123,2  | 118,9  | 116,1  | 120,1  | 148,1  | 168,6  | 178,6  | 192,5  | 229,5  | 263,2   |
| Француска                                                        | 79,1   | 78,5   | 76,5   | 76,8   | 80,5   | 99,6   | 111,1  | 117,5  | 121,3  | 138,4  | 158,9   |
| Уједињено Краљевство                                             | 70,3   | 70,1   | 66,8   | 66,4   | 69,9   | 77,3   | 91,3   | 95,2   | 107,8  | 118,2  | 123,4   |
| Италија                                                          | 63,9   | 64,6   | 59,5   | 58,6   | 64,5   | 75,8   | 86,6   | 89,8   | 95,3   | 105,9  | 122,9   |
| Шпанија                                                          | 31,0   | 30,8   | 30,8   | 31,9   | 33,4   | 42,0   | 48,9   | 52,7   | 56,7   | 63,7   | 74,8    |
| Холандија                                                        | 29,7   | 29,4   | 31,3   | 30,6   | 32,2   | 40,1   | 49,0   | 52,7   | 59,2   | 67,9   | 81,7    |
| Белгија                                                          | 27,1   | 27,0   | 27,5   | 27,1   | 28,7   | 36,1   | 41,8   | 43,5   | 46,9   | 51,6   | 62,6    |
| Швајцарска                                                       | 22,1   | 22,2   | 19,4   | 21,1   | 25,5   | 30,3   | 33,8   | 35,4   | 37,8   | 42,7   | 53,1    |
| Ирска                                                            | 16,9   | 20,1   | 22,6   | 22,9   | 29,1   | 32,3   | 33,9   | 34,9   | 37,5   | 46,0   | 54,8    |
| Шведска                                                          | 11,1   | 11,4   | 11,2   | 11,0   | 12,5   | 15,9   | 18,2   | 19,3   | 21,2   | 21,2   | 22,6    |
| Други                                                            | 27,1   | 26,8   | 25,9   | 26,4   | 27,9   | 33,5   | 38,6   | 42,9   | 46,2   | 50,3   | 58,9    |
| Западна Европа                                                   | 503,1  | 504,0  | 490,4  | 488,8  | 524,4  | 630,9  | 721,9  | 762,7  | 822,4  | 935,4  | 1,076,8 |
|                                                                  |        |        |        |        |        |        |        |        |        |        |         |
| Русија                                                           | 23,8   | 24,6   | 27,4   | 29,1   | 30,3   | 33,4   | 37,5   | 40,9   | 53,1   | 63,0   | 77,6    |
| Други                                                            | 22,3   | 20,3   | 21,9   | 23,4   | 25,3   | 31,4   | 39,6   | 46,2   | 55,0   | 68,4   | 87,5    |
| Централна/Источна Европа                                         | 46,1   | 44,9   | 49,3   | 52,5   | 55,6   | 64,8   | 77,1   | 87,1   | 108,0  | 131,3  | 165,1   |
|                                                                  |        |        |        |        |        |        |        |        |        |        |         |
| Африка & Средњи исток                                            | 52,7   | 53,2   | 59,2   | 57,4   | 60,4   | 73,0   | 86,4   | 99,3   | 109,6  | 124,2  | 160,4   |
|                                                                  |        |        |        |        |        |        |        |        |        |        |         |
| Јапан                                                            | 193,8  | 220,4  | 239,7  | 208,3  | 197,2  | 218,8  | 243,6  | 251,3  | 248,5  | 245,4  | 298,0   |
| Азија-Пацифик не рачунајући Јапан                                | 215,2  | 241,9  | 276,1  | 271,5  | 300,5  | 369,1  | 463,9  | 567,5  | 668,8  | 795,5  | 993,2   |
| Кина                                                             | 80,9   | 87,8   | 103,6  | 111,0  | 126,5  | 159,9  | 205,0  | 269,0  | 331,4  | 406,4  | 549,4   |
| Индија                                                           | 30,7   | 35,3   | 35,3   | 32,5   | 33,5   | 40,8   | 53,3   | 63,6   | 72,5   | 91,1   | 98,2    |
| Аустралија                                                       | 11,3   | 12,1   | 11,2   | 10,8   | 11,3   | 14,9   | 17,0   | 18,7   | 19,1   | 22,8   | 27,1    |
| Кореја                                                           | 39,3   | 45,5   | 56,3   | 50,4   | 54,9   | 64,4   | 78,7   | 91,9   | 103,4  | 116,7  | 133,2   |
| Сингапур                                                         | 6,3    | 8,5    | 9,5    | 9,4    | 12,5   | 16,1   | 20,0   | 22,0   | 25,8   | 28,9   | 31,6    |
| Тајван                                                           | 21,9   | 23,7   | 29,2   | 26,8   | 28,4   | 34,3   | 44,5   | 49,5   | 53,8   | 57,4   | 62,9    |
| Остатак Азије/Пацифика                                           | 24,8   | 29,1   | 30,9   | 30,8   | 33,3   | 38,8   | 45,5   | 52,9   | 62,9   | 72,2   | 90,8    |
| Азија/Пацифик                                                    | 409,0  | 462,3  | 515,7  | 479,7  | 497,7  | 587,8  | 707,5  | 818,8  | 917,3  | 1041,0 | 1291,2  |
|                                                                  |        |        |        |        |        |        |        |        |        |        |         |
| Укупне светске испоруке                                          | 1573,5 | 1625,5 | 1719,0 | 1670,9 | 1748,8 | 2008,5 | 2325,6 | 2596,4 | 2858,1 | 3160,7 | 3696,8  |